# Proboszczowice (Toszek)
Proboszczowice (deutsch: Proboschowitz, 1936–1945 Probstfelde) ist ein Ort in der Stadt- und Landgemeinde Toszek (Tost) im Powiat Gliwicki der Woiwodschaft Schlesien in Polen.

## Geographie
Proboszczowice liegt acht Kilometer westlich von Toszek, 25 Kilometer nordwestlich von Gliwice (Gleiwitz) und 47 Kilometer nordwestlich von Katowice (Kattowitz).
Nachbarorte von Proboszczowice sind im Norden Kotulin (Groß Kottulin) und im Süden Chechło (Chechlau) und Widów (Widow).

## Geschichte
Bei der Volksabstimmung in Oberschlesien am 20. März 1921 stimmten 52 Wahlberechtigte für einen Verbleib bei Deutschland und 176 für Polen. Proboschowitz verblieb beim Deutschen Reich. 1933 lebten im Ort 351 Einwohner. Am 12. Februar 1936 wurde der Ort in Probstfelde umbenannt. 1939 hatte der Ort 400 Einwohner. Bis 1945 befand sich der Ort im Landkreis Tost-Gleiwitz.
1945 kam der bisher deutsche Ort unter polnische Verwaltung und wurde in Proboszczowice umbenannt und der Woiwodschaft Schlesien angeschlossen. 1950 kam der Ort zur Woiwodschaft Kattowitz. 1999 kam der Ort zum wiedergegründeten Powiat Gliwicki und zur neuen Woiwodschaft Schlesien.